# Ministrstvo za državno varnost (Kitajska)
Ministrstvo za državno varnost je glavna civilna obveščevalna, varnostna in tajna policijska agencija Ljudske republike Kitajske, odgovorna za protiobveščevalno službo, tujo obveščevalno službo in politično varnost. MSS je dejaven na področju industrijskega vohunjenja. Njegov vojaški dvojnik je Obveščevalni urad Združenega štaba. Opisana je kot ena najbolj tajnih obveščevalnih organizacij na svetu, ima sedež v Pekingu s podrejenimi vejami na ravni provinc, mest, občin in okrajev po vsej Kitajski.  
Današnji MSS se je začel kot osrednja posebna veja kitajske komunistične partije, dokler ga leta 1936 ni nadomestil osrednji oddelek za socialne zadeve (SAD). Leta 1955 je oddelek za socialne zadeve nadomestil osrednji preiskovalni oddelek (CID), glavna kitajska civilna obveščevalna organizacija od leta 1955 do 1983 in neposredni predhodnik MSS. MSS je bil ustanovljen leta 1983 z združitvijo CID in protiobveščevalnih elementov Ministrstva za javno varnost (MPS).